# Zastava M84 (пистолет-пулемёт)
Застава М84 «Шкорпион» (серб. Шкорпион) — сербский автоматический пистолет, лицензионная копия одноимённого чехословацкого пистолета-пулемёта. Разработан на фабрике «Црвена Застава» в Крагуеваце, применяется для уничтожения живой силы противника. Благодаря своему малому разбросу огня, возможности складывания приклада, скорострельности и возможности установки глушителя используется силами спецназа, телохранителями и охранниками различных объектов высокой важности.